# وسواس شستشو
وسواس شستشو اشاره دارد به انگیزه‌ای بیمارگونه برای شستن یا حمام‌کردن، یا اشتغال ذهنی دائم با آن- اغلب در اختلال وسواسی جبری دیده می شود.

## نشانه‌های وسواس شستشو و نظافت منزل
زمانی که میل به تمیزی آنقدر زیاد می‌شود که اگر فرد آن کار را انجام ندهد احساس اضطراب و ناراحتی می‌کند احتمال دارد که پای وسواس در میان باشد. به طور کلی چنین علائمی برای شما زنگ خطر است که ممکن است نشانه داشتن اختلال وسواس باشد:
۱. شستن زیادی از حد دست
۲. تمیز کردن بیش از حد
۳. رفتار چک‌کردن مداوم چیزها: گاز و... .
۴. انجام کارها بر اساس الگوی مشخص عددی به طرز افراطی: بالا رفتن از پله یا شمردن کاشی‌ها و... .
۵. کمال‌گرایی در سازمان‌دهی لوازم: بیش از حد منظم بودن، تقارن چیزها، قفسه‌بندی تمام چیزها و... .
۶. نگرانی بیش از حد: به عنوان مثال چند بار تماس گرفتن با مادرتان تا بدانید حال او خوب است.
۷. افکار جنسی ناخواسته: خیلی از این افکار می‌تواند موجب شرم افراد شود اما به طور ناخواسته به ذهن این افراد می‌رسد.
۸. وسواس در روابط با خانواده و اطرافیان
۹. سوال می‌کنند تا به اطمینان برسند: به عنوان مثال مدام می‌پرسند خانه من تمیز است؟
۱۰. از ظاهر خود متنفر هستند: نگران وزن و لاغری خود بودن ربطی به این مورد ندارد، اما به عنوان مثال فرد تمام روز درگیر این است که یک قسمت از بدنش و صورتش تمیز باشد.